# François Lopez
François Lopez (Marruecos, 1938- 5 de agosto de 2010) fue un historiador de la Universidad de Burdeos y dirigió el Bulletin Hispanique.

## Trayectoria
Este hijo de emigrantes españoles nació en Marruecos, en 1938. Fue catedrático de la Universidad de Burdeos durante muchos años, y uno de los grandes hispanistas franceses. De hecho, dirigió el Bulletin Hispanique, la revista decana del hispanismo europeo, en una de sus mejores etapas.
François Lopez perteneció a una generación de hispanistas del país vecino para quienes la vocación profesional estuvo acompañada de un compromiso con el país que conocieron durante el purgatorio franquista de los años cincuenta. 
Su quehacer intelectual, pese a trabajar en el pasado, tuvo su pensamiento en la situación de España, como lo muestra su obra magna, Juan Pablo Forner y la crisis de la conciencia española en el siglo XVIII. Aunque a François Lopez le interesaron más bien las letras españolas recientes, buscó en el siglo XVIII un ámbito de trabajo interdisciplinar y nada grato para por el régimen de Franco, que no había sido muy rastreado por estudiosos españoles; y que escondía, bajo su apariencia académica y ordenada, la simpatía por un momento  de frustraciones y cambios. Juan Pablo Forner, en principio, era un reaccionario, y había concitado odios de otros ilustrados. Pero, Lopez, descubrió y fue ahondando en lo que atisbó José Antonio Maravall: que Forner era un hombre complejo y contradictorio y que, en definitiva, fue un ilustrado cabal y seguramente más lúcido que otros. La mentalidad de una colectividad o una época de crisis estuvo magníficamente diseccionada por este trabajo de setecientas páginas.
Desde los años noventa se orientó a la historia intelectual y la de la edición con La República de las Letras en la España del siglo XVIII (1995), y con Historia de la edición y la lectura en España 1475-1914 (2003). Destacó una vez más por su análisis riguroso y decoro erudito. 
Irónico y trabajador incansable, buscó nuevas formas de historiografía literaria y fue muy activo como director del Bulletin Hispanique, como se pone de manifiesto en el tomo de 2004, dedicado a «Penser la littérature espagnole».

## Libros
- Juan Pablo Forner et la crise de la conscience espagnole au XVIIIè siècle (1976). Juan Pablo Forner y la crisis de la conciencia española en el siglo XVIII, Valladolid, Junta de Castilla y León, 1999 (versión de Fernando Villaverde).
- La República de las Letras en la España del siglo XVIII (1995), con Joaquín Álvarez Barrientos e Inmaculada Urzainqui.
- Historia de la edición y la lectura en España 1475-1914 (2003), que coordinó con Víctor Infantes y Jean François Botrel, y en el que participó.
- Exilio, memoria personal y memoria histórica. El hispanismo francés de raíz española, Zaragoza, Institución Fernando el Católico, 2010, compilado por Ricardo García Cárcel y Eliseo Serrano.

## Enlaces
- El compromiso de François Lopez

- Datos: Q5868770